# 上山市立中川小学校
上山市立中川小学校（かみのやましりつ なかがわしょうがっこう）は山形県上山市金谷水神河原にある公立小学校。

## 所在地
- 山形県上山市金谷水神河原1189-2

## 沿革
- 1892年（明治25年）10月1日 - 中川尋常小学校として金谷に開校[1]
- 1896年（明治29年）4月1日 - 中川尋常小学校を中川尋常高等小学校に改称
- 1941年（昭和16年）4月1日 - 中川村国民学校に改称
- 1947年（昭和22年）4月1日 - 中川村立中川小学校に改称
- 1953年（昭和28年）12月23日 - 本校校舎・体育館を現在地に新築
- 1954年（昭和29年）10月1日 - 町村合併により上山市立中川小学校に改称
- 1955年（昭和30年）4月1日 - 蔵王鉱山分校・蔵王開拓分校を合併して、上山市立中川第二小学校を創設、永野分校を廃し冬季分校のみを開設
- 1958年（昭和33年）2月1日 - 小倉分校に冬季分校開設
- 1963年（昭和38年）4月1日 - 糸目地区学区変更により上山小学校へ
- 1966年（昭和41年）11月30日 - 永野冬季分校廃止
- 1967年（昭和42年）11月30日 - 小倉冬季分校廃止
- 1968年（昭和43年）3月31日 - 蔵王鉱山の閉山に伴い中川第二小学校閉校、蔵王開拓地に蔵王分校開設
- 1980年（昭和55年）4月1日 - 小倉分校休校
- 1981年（昭和56年）4月1日 - 蔵王分校休校
- 1984年（昭和59年） - 蔵王冬季分校解説
- 1986年（昭和61年）12月1日 - 蔵王冬期分校開校(翌年3月31日まで)
- 1992年（平成4年）10月17日 - 百周年記念式典挙行
- 1993年（平成5年）1月20日 - 創立百周年記念誌「中川小学校の100年」発行
- 1994年（平成6年）6月18日 - 新校舎完成[2]
- 2023年（令和5年） - コミュニティ・スクールを導入

## 象徴

### 校章
秀峰蔵王山を中央に、周囲を蔵王の花「こまくさ」で構成。学校教育目標「蔵王魂」を雄大な蔵王連峰（熊野・地蔵・刈田）ときびしい環境の中で楚々と咲く可憐なこま草の心を礎として図案化したもの。「こま草」は、子どもらに純情・忍耐・開拓の精神を求め、そして暖かい人情の通う地域開拓をも象徴している。

### 校歌
- 作詞：土井晩翠
- 作曲：海鉾義美

## 学区
- 仙石、泉川、金谷、足ノ口、甲石、高野、薄沢、永野、蔵王、権現堂、小倉、棚木、坊平[3]

## 卒業後
- 北中学校へ進学する。